# نواف الصبحی
نواف الصبحی (عربی: نواف الصبحي؛ زادهٔ ۱۲ مارس ۱۹۹۰) یک ورزشکار اهل عربستان سعودی است.
از باشگاه‌هایی که در آن بازی کرده‌است می‌توان به باشگاه فوتبال نجران عربستان سعودی و باشگاه فوتبال القادسیه عربستان سعودی اشاره کرد.